# Jacksepticeye
Jacksepticeye, pseudonimo di Seán William McLoughlin (Cloghan, 7 febbraio 1990), è uno youtuber e filantropo irlandese.
È noto soprattutto per i suoi vlog e i suoi video sui videogiochi. Il suo canale ha oltre 16,4 miliardi di visualizzazioni e 30,4 milioni di iscritti ed è il canale irlandese con più iscritti. È il co-fondatore del marchio di abbigliamento Cloak, insieme al collega YouTuber Markiplier, e il fondatore e proprietario dell'azienda Top of The Mornin' Coffee. Ha partecipato a raccolte fondi che hanno raccolto milioni in beneficenza.

## Biografia
Seán William McLoughlin nacque il 7 febbraio 1990 a Cloghan, in Irlanda, il più piccolo tra i 5 fratelli. È cresciuto a Cloghan ma per un periodo della sua vita ha vissuto a Banagher. McLoughin giocava ai videogiochi fin dall'età di 7 anni. Il suo nickname è nato da un incidente all'occhio durante una partita di calcio quando era bambino.
Quando aveva 18 anni, McLoughlin e la sua famiglia si trasferirono a Ballycumber. McLoughlin ha studiato tecnologia e produzione musicale al Limerick Institute of Technology. Nel terzo anno della laurea, McLoughlin decise di abbandonare gli studi e tornare a casa a Ballycumber. Si è poi trasferito in un appartamento ad Athlone, nella contea di Westmeath nel 2014, dove ha studiato gestione alberghiera all'Athlone Institute of Technology, ottenendo un Bachelor of Arts. Ha vissuto ad Athlone fino al 2017, quando si è trasferito a Brighton, in Inghilterra.

## Carriera

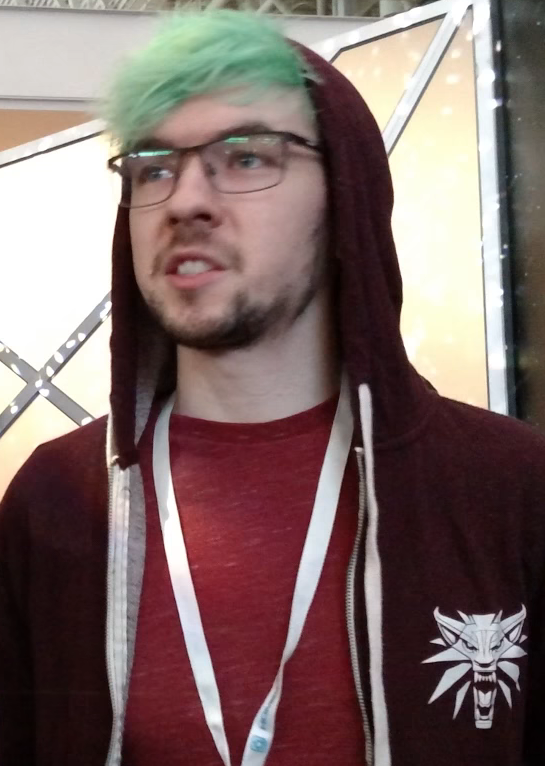
McLoughlin al PAX nel 2016

McLoughlin ha iniziato a caricare video su YouTube con il nome utente "jacksepticeye" nel dicembre 2012, inizialmente facendo impressioni vocali prima di passare a gameplay. Nel 2013, è stato menzionato in un video di PewDiePie, facendolo passare da 2.500 iscritti a 15.000 in quattro giorni. Grazie al successo del suo canale, McLoughlin è stato in grado di farne il suo lavoro a tempo pieno a maggio 2014. Quel luglio, il suo canale aveva oltre 57 milioni di visualizzazioni, con 800.000 iscritti all'epoca, e nell'agosto dello stesso anno aveva raggiunto un milione di iscritti. A febbraio 2015, il canale aveva raggiunto un miliardo di visualizzazioni e 3,2 milioni di iscritti. L'anno successivo ha guadagnato altri sei milioni di iscritti.
McLoughlin fece l'antagonista nella seconda stagione di Scare PewDiePie, che doveva essere pubblicata il 9 marzo 2017 ma fu rinviata la pubblicazione a causa di controversie nei confronti di PewDiePie che usò immagini antisemitiche sul suo canale.
Nel giugno 2017, Polaris, una divisione di The Walt Disney Company, ha annunciato che McLoughlin sarebbe apparso nella serie Polaris: Player Select sul canale televisivo Disney XD. Nello stesso anno, McLoughlin è apparso nel documentario in due parti di RTÉ 2 Ireland's Rich List come uno dei "30 migliori guadagni di età inferiore ai 30 anni", portandolo a ricevere un'ampia copertura nei media irlandesi e una maggiore esposizione alle persone nel paese che non aveva visto i suoi contenuti su YouTube. A settembre è stato incluso nell'elenco di Forbes dei Top Gaming Influencers del 2017. McLoughlin è stato in tournée per tutto settembre-ottobre 2017, negli Stati Uniti con il suo tour How Did We Get Here, e successivamente nel Regno Unito e in Europa con i Game Grumps nel loro tour Ready Player 3. Nel gennaio 2018, è stato annunciato che McLoughlin avrebbe prodotto contenuti esclusivi per la piattaforma di live streaming Twitch come parte di un accordo pluriennale con Disney's Digital Network.

## Vita privata
McLoughlin ha frequentato l'influencer dei social media danese Signe "Wiishu" Hansen tra il 2015 e il 2018. Attualmente ha una relazione con la YouTuber olandese Evelien "Gab" Smolders. McLoughlin ha suonato la batteria sin da quando era giovane, e in precedenza era in una band metalcore melodica influenzata dal death metal chiamata Raised to the Ground.

## Discografia

### EP

#### Con i Raised to the Ground
- 2009 – Risen from the Ashes

### Singoli

#### Solista
- 2016 – All the Way (con i Gregory Brothers)
- 2018 – What Is My Life (con i Gregory Brothers)
- 2018 – Dude's a Beast (con i Gregory Brothers)
- 2019 – Get Back Up (con i Gregory Brothers)
- 2021 – Please Jack